# Die Frau vom Checkpoint Charlie
Die Frau vom Checkpoint Charlie ist ein zweiteiliger Fernsehfilm der UFA Fernsehproduktion über Jutta Gallus, die friedlichen Widerstand gegen die SED-Diktatur in der DDR leistete. Die deutsche Erstausstrahlung war am 28. September 2007 bei Arte.

## Handlung

### Teil 1
1982 lebt Sara Bender mit ihren beiden Töchtern Silvia (11) und Sabine (9) in Erfurt und arbeitet im Elektronik-Kombinat. Wegen einiger regimekritischer Äußerungen der Mutter haben die Kinder bereits früh unter Benachteiligungen im schulischen und sportlichen Umfeld zu leiden.
Sara will ihren Freund und Kollegen Peter Koch heiraten. Auf der Fahrt zur Hochzeit verunglückt ihr in der Bundesrepublik lebender Vater bei Helmstedt auf der Autobahn. Die Trauung wird zunächst abgesagt. Sara möchte ihren verletzten Vater im Krankenhaus besuchen, doch als kritischer DDR-Bürgerin wird ihr die Reise in den Westen untersagt. Der Vater verstirbt, ohne dass Sara ihn noch einmal sehen konnte. Daraufhin stellt sie einen Ausreiseantrag, der allerdings abgelehnt wird und ihr berufliche Repressalien einbringt.
Ihr Wunsch nach Freiheit wächst, und so wagt sie gemeinsam mit ihren Töchtern einen Fluchtversuch über die grüne Grenze von Rumänien nach Jugoslawien. Ihre Kollegin empfiehlt ihr, dass sie einen Mann, der Marek heißt, kontaktieren soll. Er gibt Sara einen Hinweis, wie man die Grenze überqueren kann.  Die Stasi, die ihre Wohnung verwanzt hat, bekommt jedoch Wind von dem Plan und vereitelt die Flucht. In Rumänien werden Sara und ihre Kinder verhaftet und nach Ost-Berlin gebracht. Dort wird die Familie noch auf dem Flughafen getrennt. Die Töchter werden zunächst in einem Dresdner Kinderheim untergebracht. Sara selbst kommt in Untersuchungshaft. Ihr Freund Peter, den sie kurz zuvor noch heiraten wollte, entpuppt sich als Verräter, der für die Stasi und gegen sie arbeitet. Sara wird schließlich zu drei Jahren Haft im Frauengefängnis Hoheneck verurteilt.

### Teil 2
Nach zwei Jahren Haft wird Sara 1984 endlich von der Bundesregierung freigekauft und in die Bundesrepublik abgeschoben. Allerdings ohne ihre beiden Töchter, die fortan bei einer regimetreuen Pflegefamilie leben. Durch trickreiche Täuschung ist Sara unmittelbar vor ihrer Abschiebung dazu gebracht worden, der Aberkennung des Sorgerechts zuzustimmen.
Doch Sara möchte nicht ohne ihre Kinder in der Bundesrepublik leben. Von Anfang an kämpft sie darum, dass die beiden ebenfalls ausreisen dürfen. Dies scheitert jedoch am Widerstand der DDR-Behörden, die an Sara ein Exempel statuieren möchten. Enttäuscht stellt sie fest, dass sie auch von der Bundesregierung keine wirkliche Unterstützung zu erwarten hat, weil diese die empfindlichen Beziehungen zu Ost-Berlin nicht gefährden will.
Ihre einzige Chance sieht Sara darin, ihren Fall öffentlich zu machen. Sie wendet sich an die Internationale Gesellschaft für Menschenrechte. Sie erhält Unterstützung von dem Journalisten Richard Panter. Mit einem Schild mit der Aufschrift Gebt mir meine Kinder zurück! demonstriert Sara regelmäßig am Checkpoint Charlie, und Richard sorgt dafür, dass die Bilder der Protestaktion um die Welt gehen. Die DDR-Führung, die dies als schwere Provokation empfindet, versucht sie massiv einzuschüchtern. Sara erhält anonyme Drohanrufe und wird in West-Berlin von Stasi-Agenten überfallen, die sie verletzen und mit dem Tode bedrohen. Auch von der Bundesregierung wird sie gebeten, die Aktionen in der Öffentlichkeit zu unterlassen.
Doch Sara lässt sich nicht beirren. Durch geschmuggelte Briefe und Tonbänder hält sie den Kontakt zu ihren Töchtern aufrecht, und alle drei hoffen auf ein glückliches Wiedersehen in der Bundesrepublik. Saras zahlreiche Bemühungen scheitern jedoch immer wieder am Widerstand der Bürokratie.
Schließlich reist sie im Sommer 1986 zur KSZE-Konferenz nach Helsinki, um vor den Augen der Weltöffentlichkeit gegen das ihr angetane Unrecht zu protestieren. Als sie dort versucht, Bundesaußenminister Genscher zu treffen, gerät sie in einen Hinterhalt der Stasi und entgeht nur knapp einem Mordanschlag.
Ihren beiden Töchtern wird erzählt, Sara sei bei einem Autounfall verstorben. Sie stimmen daher einer Adoption durch ihre Pflegefamilie zu. Durch einen Bericht im Westfernsehen über die unermüdlichen Proteste ihrer Mutter, den sie zufällig sehen, erfahren die Kinder jedoch die Wahrheit.
Dank der Hilfe der Pflegemutter, die sich schließlich erbarmt, genehmigen die DDR-Behörden am Ende die Ausreise der Kinder nach West-Berlin, wo sie ihre Mutter am 25. August 1986 endlich wiedersehen.

## Abweichungen der Handlung von der historischen Vorlage
Der Film ist angelehnt an die Geschichte von Jutta Gallus (im Film Sara Bender, gespielt von Veronica Ferres) und deren Kindern Claudia und Beate (im Film Silvia und Sabine). Die Handlung des Films weicht in den folgenden Punkten von den historischen Abläufen ab:
- Der Vater von Jutta Gallus ist nicht wie im Film verstorben.
- Die Kinder hatten nicht unter Benachteiligungen im schulischen und sportlichen Umfeld zu leiden.
- Die Person des Peter Koch, der geheiratet werden sollte und für die Stasi wirkte, hat es nicht gegeben.
- Die Wohnung von Jutta Gallus war nicht durch die Stasi verwanzt.
- Die Kinder wurden nicht wie im Film dargestellt zwangsadoptiert, sondern nach einem sechs Monate dauernden Heimaufenthalt in einem Heim für schwererziehbare Kinder dem leiblichen Vater übergeben, dem das Sorgerecht übertragen wurde.
- Jutta Gallus reiste nicht nach Helsinki, sondern zum 10. Jahrestag der Helsinki-Schlussakte nach Wien. Ein Mordanschlag wurde dort nicht auf sie verübt.
- Die Ausreise der Kinder 1988 wurde nicht durch das Erbarmen der Pflegemutter ausgelöst, die es in Wirklichkeit ja nicht gab, sondern durch die Initiative der Kinder, die sich im jugendlichen Alter an den Rechtsanwalt Wolfgang Vogel wandten. Die Ausreise erfolgte auch nicht über den Checkpoint Charlie, der zu diesem Zeitpunkt nur von nichtdeutschen Staatsangehörigen benutzt werden durfte, sondern im Auto von Wolfgang Vogel über den Grenzübergang Invalidenstraße.
- Den Kindern gegenüber wurde nie behauptet, wie im Film dargestellt, dass ihre Mutter bei einem Autounfall gestorben wäre. Die Kinder standen mit Erlaubnis des Vaters in brieflichem Kontakt zur Mutter.

## Drehorte

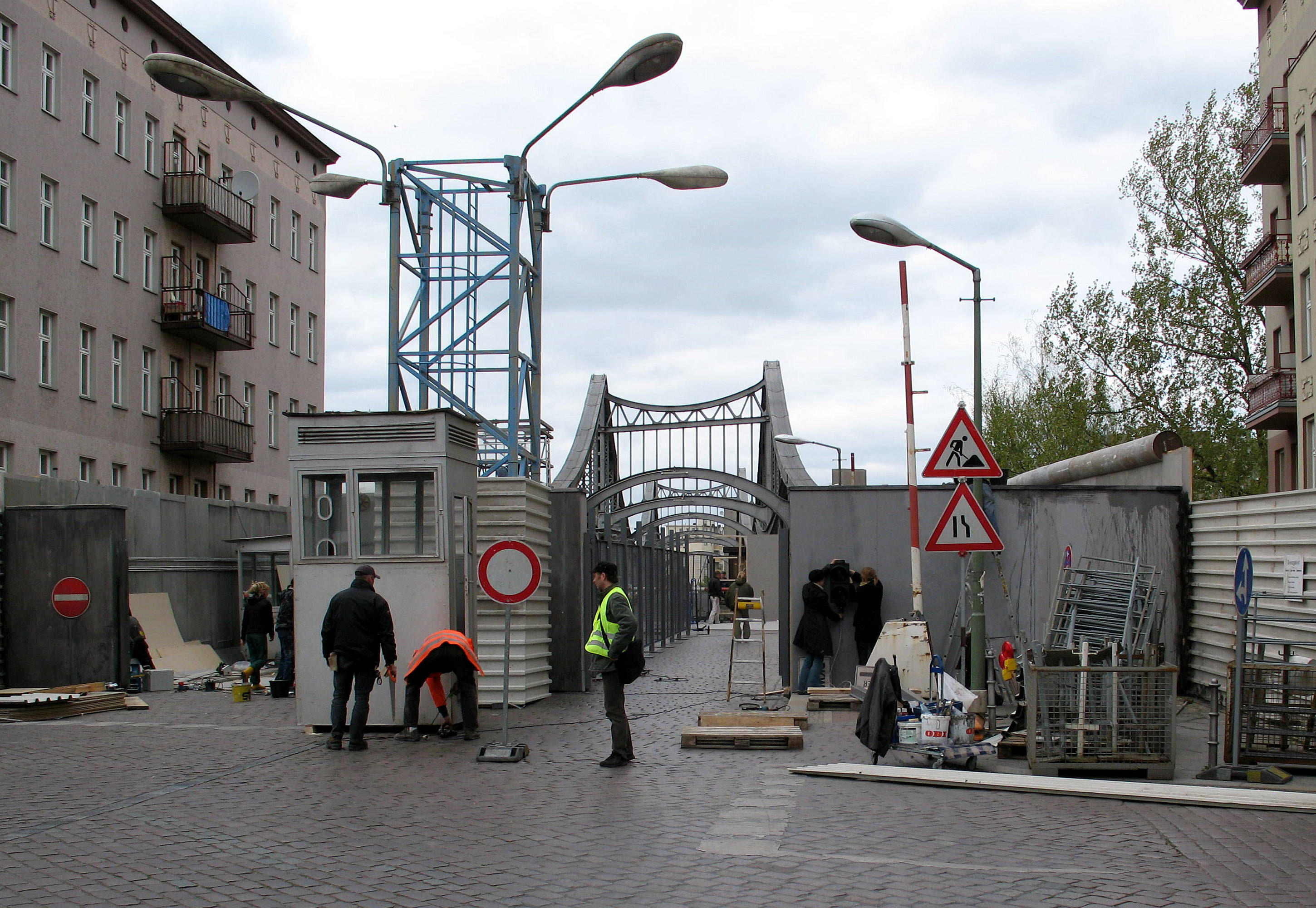
Swinemünder Straße Ecke Ramlerstraße – Drehort soll den Grenzübergang Bornholmer Straße darstellen

Die Dreharbeiten fanden 2006/2007 in Leipzig, Berlin, Bukarest, Helsinki und Brașov (Kronstadt) statt. In Leipzig diente das ehemalige Robotron-Schulungszentrum in der Gerberstraße 3 als Kulisse für die Szenen an Sara Benders Arbeitsplatz. Ebenfalls in Leipzig, auf dem Südteil des Flughafens Halle/Leipzig entstand die Szene, die nach Sara Benders Rückflug in die DDR auf dem Flughafen Berlin-Schönefeld spielt. Als Kulisse diente hier eine IL-62, die einst mit der Kennung DDR-SEF der DDR-Fluggesellschaft Interflug gehörte. Eine Szene mit Veronica Ferres, die zu Beginn des Films spielt, wurde in einer alten Villa des einstigen ELGUWA-Geländes in der Lise-Meitner-Straße im Leipziger Ortsteil Böhlitz-Ehrenberg gedreht. Die Szene, in der Sara Bender unmittelbar nach dem Unfall ihres Vaters eine DDR-Behörde aufsucht, um eine Besuchserlaubnis für Helmstedt zu beantragen, wurde im Haus A des Funkhauses Nalepastraße in Berlin-Oberschöneweide, dem ehemaligen Sitz des Rundfunks der DDR gedreht. Der Bahnhof von Brașov diente als Kulisse für die Szene auf dem Bukarester Bahnhof.

## Auszeichnungen
Die Produktion wurde für den deutschen Fernsehpreis 2008 in der Kategorie „Bester Film“ nominiert. Für ihre Rolle erhielt Veronica Ferres die Auszeichnung in der Kategorie „Beste Schauspielerin“. Darüber hinaus gewann der Film im selben Jahr den Jupiter-Award als Bester deutscher TV-Spielfilm. Die durch den Mitteldeutschen Rundfunk (MDR) produzierte und von Wolfgang Schmidt gesprochene Audiodeskription wurde für den deutschen Hörfilmpreis nominiert.

## Filmfehler
- In einer Szene ist eine Cola-Turka-Dose zu sehen. Diese Limonadenmarke existiert jedoch erst seit 2003.
- In der bundesdeutschen Botschaft in Rumänien hängt das Bild des Bundespräsidenten Richard von Weizsäcker, doch zu dieser Zeit war noch Karl Carstens Bundespräsident.
- Die Szene im Hafen von Helsinki spielt während der KSZE-Konferenz 1986, die allerdings in Wien stattfand. Im Hintergrund ist die Passagierfähre Silja Symphony zu sehen, die jedoch erst 1991 ihren Dienst aufnahm.
- 1982 hatte der Trabant 601 Universal noch keine hydraulischen Heckklappendämpfer.
- Gegen Ende des 2. Teils sitzen die Kinder vor einem kleinen Schwarzweißfernseher im Kinderzimmer und erfahren durch die Westmedien, dass ihre leibliche Mutter noch lebt. Als jedoch wenig später die „Eltern“ ins Haus kommen, sitzen nur die beiden Mädchen im Wohnzimmer vor dem großen Farbfernseher und verfolgen dort den Bericht.